# Notiphila cressoni
Notiphila cressoni är en tvåvingeart som beskrevs av Wayne N. Mathis 1979. Notiphila cressoni ingår i släktet Notiphila och familjen vattenflugor. Inga underarter finns listade i Catalogue of Life.